# Mahrattaspett
Mahrattaspett (Leiopicus mahrattensis) är en asiatisk fågel i familjen hackspettar inom ordningen hackspettartade fåglar.

## Utseende
Mahrattaspetten är en 17–18 cm huvudsakligen svartvit hackspett. I dräkten är den rätt lik brunpannad hackspett (Dendrocoptes auriceps) med vitfläckat mörk ovansida, streckad undersida (inklusive ett mörkt mustaschstreck) och hos hanen gulbrunt på främre delen av hjässan, övergående i rött bakåt. Den skiljer sig dock genom otydlig streckning undertill på mer smutsvit botten, och även mustaschstrecket är otydligt. Den har även olikt brunkronad hackspett vitt på centrala stjärtfjädrarna och en liten röd fläck på buken.

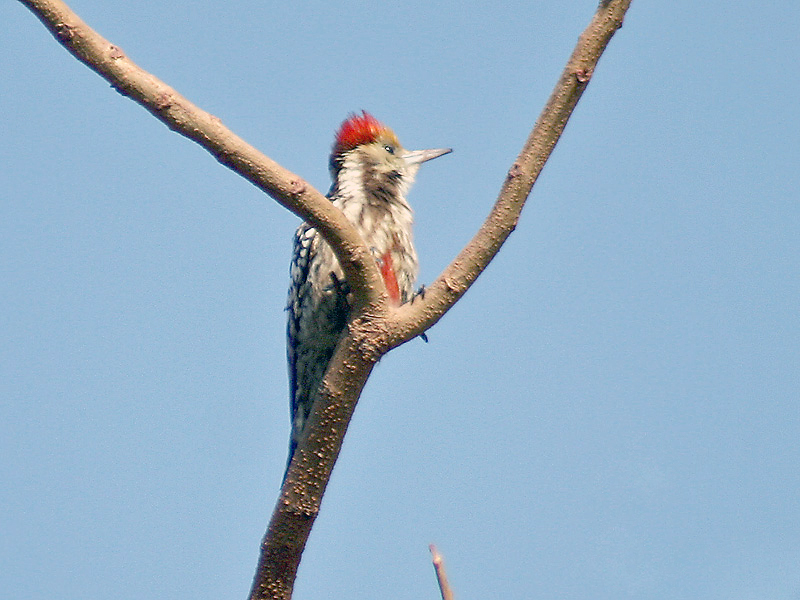
Hane.

## Utbredning och systematik
Mahrattaspetten förekommer från Pakistan till Indokina och delas in i två underarter med följande utbredning:
- Leiopicus mahrattensis mahrattensis – förekommer från Indien till Myanmar, sydvästra Kina, östra Kambodja, södra Laos, Sri Lanka
- Leiopicus mahrattensis pallescens – förekommer i östra Pakistan (öster om Indusfloden) och nordvästra Indien

### Släktestillhörighet
Arten placerades tidigare i släktet Dendrocopos. DNA-studier visar dock att den står närmare de afrikanska hackspettarna i släktet Dendropicos och förs därför till släktet Leiopicus. Vissa inkluderar även de närbesläktade arterna mellanspett, arabspett och brunpannad hackspett i släktet, medan andra placerar dem i ett eget, Dendrocoptes.

## Status och hot
Arten har ett stort utbredningsområde och det finns inga tecken på vare sig några substantiella hot eller att populationen minskar. Utifrån dessa kriterier kategoriserar IUCN arten som livskraftig (LC).